# Anomis purpureobrunnescens
Anomis purpureobrunnescens là một loài bướm đêm trong họ Erebidae.